# Galgula ferruginea
Galgula ferruginea är en fjärilsart som beskrevs av Walker 1857. Galgula ferruginea ingår i släktet Galgula och familjen nattflyn. Inga underarter finns listade i Catalogue of Life.